# Shelbyville (Texas)
Pour les articles homonymes, voir Shelbyville.
La zone non incorporée de Shelbyville est située dans le comté de Shelby, dans l’État du Texas, aux États-Unis.

## Histoire
Shelbyville a été fondée dans les années 1820 par des colons venus de Nashville, dans le Tennessee. La localité s’est d’abord appelée Nashville mais a été renommée Shelbyville en 1837 en hommage à Isaac Shelby. Le bureau de poste a ouvert en 1843.